# Будапештский меморандум
Меморандум о гарантиях безопасности в связи с присоединением Украины к Договору о нераспространении ядерного оружия (Будапештский меморандум) — межгосударственный документ о гарантиях безопасности в связи с присоединением Украины к Договору о нераспространении ядерного оружия. Подписан 5 декабря 1994 года лидерами Украины, России, Великобритании и США.
Будапештский меморандум являлся завершением продолжительных международных переговоров по поводу советского ядерного оружия, оставшегося в распоряжении Украины после распада СССР. Этот арсенал был одним из крупнейших в мире, но правительство Украины не могло им воспользоваться, поскольку функции контроля за стратегическими ядерными силами и коды для запуска ракет оставались в России, но тактические ядерные силы оставались под контролем Украины и могли быть использованы. Содержание ядерного оружия и связанной с ним инфраструктуры обошлось бы украинскому государству слишком дорого, а ядерные объекты на территории Украины могли бы стать опасными мишенями для вражеских ударов в случае войны или террористических актов. Переговоры велись с целью убедить Украину передать России унаследованное от СССР ядерное вооружение.
В 1991—1994 годах Украина последовательно подписала Алма-Атинскую декларацию, Лиссабонский протокол и присоединилась к Договору о нераспространении ядерного оружия в статусе безъядерного государства; всё ядерное оружие на территории Украины было передано России или уничтожено. Будапештский меморандум обозначал гарантии безопасности, которые Россия, Великобритания и США давали Украине в обмен на передачу ядерного оружия — не угрожать силой или её применением территориальной целостности или политической независимости Украины, а также воздерживаться от экономического принуждения, которое могло бы нарушить права Украины.
В 2014 году Россия аннексировала украинский Крым, чем нарушила заключенные с Украиной международные договоры, включая Будапештский меморандум и Договор о дружбе между Россией и Украиной 1997 года.

## История

### Предыстория
После распада СССР в декабре 1991 года на его территории появились 4 независимых республики, на территории которых находились советские ядерные вооружения: Россия, Украина, Казахстан, Белоруссия. На территории Украины были размещены тактическое ядерное оружие, стратегические бомбардировщики, шахтные и мобильные пусковые установки межконтинентальных баллистических ракет, а также склады с ядерными боеголовками. На вооружении 43-й ракетной армии, дислоцированной на Украине находилось 163 МБР и порядка 900 боеголовок. Всего на территории Украины было размещено около 1900 ядерных боеголовок и 2500 тактических ядерных зарядов. Эти запасы ядерного оружия были третьими в мире — больше, чем у Великобритании, Франции и Китая. Тем не менее, операционные функции командования и контроля советскими стратегическими ядерными силами были сосредоточены в Москве, и до мая 1992 года украинские ядерные арсеналы оставались под командованием Евгения Шапошникова, сначала как министра обороны СССР, а позже как командующего Объединёнными Вооруженными силами СНГ; у правительства Украины не было кодов для запуска стратегических ракет.
По словам первого президента Украины Леонида Кравчука, размещённые на территории Украины ядерные боеголовки производились на территории России и по окончании срока годности к 1997 году должны были быть возвращены на утилизацию. Связанная с ядерным оружием советская инфраструктура была крайне дорогостоящей — Кравчук в 2021 году оценивал стоимость одной шахтной пусковой установки в 1 миллиард долларов США, а всей системы в целом — в 200 миллиардов; строительство на Украине необходимых новых предприятий только для того, чтобы производить и поддерживать эту систему в работоспособном состоянии потребовало бы ещё порядка 65 миллиардов долларов. В то время правительство Украины просто не могло позволить себе таких расходов. Эта система была ещё и технологически сложной, включала в себя спутники и станции космического слежения; многие специалисты — офицеры Ракетных войск стратегического назначения — уволились и переехали в Россию, так что им сложно было найти замену. Украинский дипломат Юрий Сергеев, позже постоянный представитель Украины при ООН, отмечал, что само присутствие ядерного оружия на территории Украины представляло собой опасность и для неё самой — военные ядерные объекты могли стать мишенью для террористов или обычных ракет, так что «мы сидели как бы на пороховой бочке». По мнению Кравчука, в передаче стратегического ядерного оружия России была заинтересована и Украина, не желающая быть в «заложниках», и США, на чью территорию были нацелены ракеты, и сама Россия, для которой это был вопрос стратегической безопасности — другие страны, изучив боеголовки, могли бы получить знания обо всей системе обороны СССР и, как следствие, России.
Решение о вывозе в Россию тактических ядерных боеприпасов — относительно мобильной части ядерного арсенала — было принято вскоре после подписания Беловежских соглашений в виде подписанного 21 декабря 1991 года в Алма-Ате «Соглашения о совместных мерах в отношении ядерного оружия». Уже весной 1992 года все тактические ядерные боеприпасы с территории бывшего СССР были вывезены в Россию.
Судьба стратегических ядерных вооружений была решена в рамках подписания в мае 1992 года Россией, Украиной, Казахстаном, Белоруссией и США дополнительного соглашения к Договору СНВ-1, известного как Лиссабонский протокол. Протокол оговаривал, что Белоруссия, Казахстан, Россия и Украина являются правопреемниками СССР условий Договора СНВ-1. Также протокол оговаривал обязательства Белоруссии, Казахстана и Украины в кратчайшие сроки избавиться от ядерных вооружений и присоединиться к Договору о нераспространении ядерного оружия на правах государств, не обладающих ядерным оружием.
Позиция Украины по ядерному статусу со временем развивалась. В Декларации о суверенитете Украина объявила о безъядерном статусе из-за опасений, что споры о контроле над ядерным оружием могут замедлить получение Украиной независимости, а также из-за памяти о чернобыльской катастрофе. Несмотря на заявленный Верховной Радой в октябре 1991 года безъядерный статус Украины, позиция Украины при ратификации Лиссабонского протокола оказалась сложной. Подписание протокола совпало с претензиями России на украинский Крым — в июле 1993 парламент РФ заявил о претензиях на Севастополь. Ратификация Лиссабонского протокола была отклонена украинским парламентом.
В 1993 году политолог и эксперт по международным отношениям Джон Миршаймер аргументировал, что Украина должна сохранить ядерное вооружение для предотвращения войны с Россией, которая была бы «катастрофой», могущей привести к новому покорению Украины Россией и к нарушению мира в Европе. По его словам, ядерное оружие было бы единственным серьёзным препятствием российской агрессии.
В обмен на передачу ядерного оружия России Украина потребовала гарантии безопасности и территориальной целостности со стороны держав, официально обладающих ядерным оружием (России, США, Великобритании, Франции и Китая). Компенсацию за безъядерный статус правительство Украины оценивало в 2,8 млрд долларов США. 18 ноября 1993 года Верховная Рада ратифицировала Договор СНВ-1 с односторонними изменениями, которые оговаривали сохранение за Украиной ядерных вооружений. США и Россия не приняли эту ратификацию. В ходе переговоров США пришли к выводу, что Украине нужно будет предложить различные гарантии безопасности.

16 ноября 1994 года Верховная Рада Украины приняла закон № 248/94-ВР «О присоединении Украины к Договору о нераспространении ядерного оружия от 1 июля 1968 года», согласно которому Украина присоединялась к ДНЯО в статусе безъядерного государства с оговоркой: 
«6. Настоящий Закон вступает в силу после предоставления Украине ядерными государствами гарантий безопасности, оформленных путем подписания соответствующего международно-правового документа»

### Подписание меморандума
Обещанные гарантии были даны в виде подписанного 5 декабря 1994 года Будапештского меморандума. США, Великобритания и Россия брали на себя обязательства уважать независимость, суверенитет и существующие границы Украины, воздерживаться от угроз или применения силы и экономического давления, а в случае каких-либо угроз Украине с применением ядерного оружия — требовать от Совета безопасности ООН незамедлительных действий. После интенсивных переговоров 3 февраля 1994 года Верховная Рада ратифицировала оригинальные Договор СНВ-1 и Лиссабонский протокол. В качестве компенсации Украина получила порядка 500 млн долларов по программе Нанна-Лугара. Также США увязали заключение контракта по соглашению ВОУ-НОУ с поставками Россией ядерного топлива для украинских АЭС на сумму 160 млн долларов в качестве компенсации за ядерное оружие.
Историк Сергей Плохий оценивает меморандум как проблемный, так как в меморандуме отсутствовали обязательства защиты Украины в случае агрессии. В случае ядерной атаки гаранты обещали обратиться в СБ ООН для предоставления Украине помощи. В случае возникновения «ситуации, затрагивающей вопрос относительно этих обязательств», гаранты обещали «консультации». Эти обещания были слабой заменой железных гарантий, которые требовала Украина, но это был максимум, который украинские дипломаты получили в ходе затянувшихся переговоров.
Плохий описывает ядерное разоружение Украины как силовое, когда ядерное оружие было заменено обещаниями от ядерных стран. В 90-х годах соглашения помогли стабилизировать испытывавшую трудности украинскую экономику, а также её государственность. Решение вопроса с ядерным оружием помогло и стабилизировать ситуацию в Крыму, так как Ельцин имел меньше аргументов поддерживать там российский сепаратизм, и имел более сильную позицию против таких попыток в парламенте России. 30 лет спустя полномасштабное вторжение России показало, что обещания меморандума были неэффективными.

### Аннексия Крыма Россией (2014)
События, начавшиеся в 2014 году, показали, что меморандум не работает. С аннексией Крыма и агрессией на востоке Украины Россия впервые нарушила свои обязательства по Будапештскому меморандуму. . Россия с использованием военной силы аннексировала украинский полуостров, назвав народные протесты в Киеве «переворотом», поддерживаемым ЦРУ, с целью окружить Россию и привести к вступлению Украины в НАТО. РФ оправдывала свои действия интересами национальной безопасности.
Положений, юридически обязывающих подписавших действовать в защиту Украины, меморандум не содержал. Международная реакция была слабой, хотя США и Великобритания впоследствии активизировали свои усилия по укреплению вооруженных сил Украины путем обучения и предоставления летального оборонительного оружия.

### Вторжение России на Украину (с 2022)

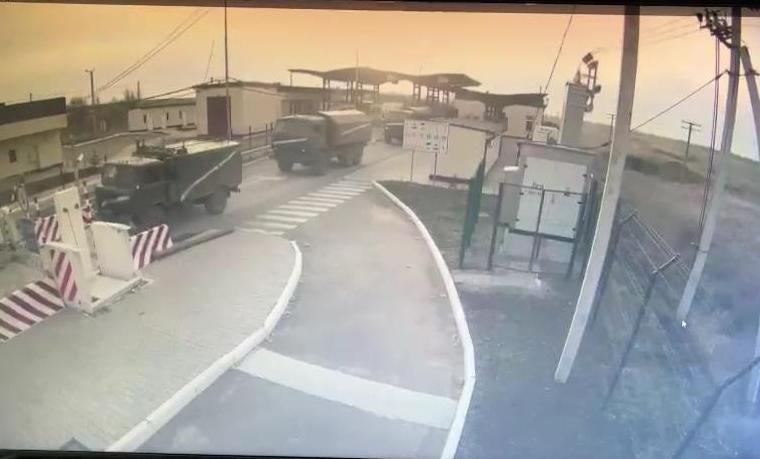
Движение российской военной техники на Украину в первый день войны.

24 февраля 2022 года началось полномасштабное вторжение Российской Федерации на территорию Украины. Российские войска одновременно пересекли государственную границу с трёх направлений: северного (со стороны Республики Беларусь), восточного и южного (с территории Крыма). Данной военной операции предшествовало признание Россией независимости самопровозглашённых ДНР и ЛНР 21 февраля 2022 года.
В ходе военных действий под российский контроль перешли значительные территории в восточной и южной частях Украины. 30 сентября 2022 года Российская Федерация объявила об аннексии Донецкой, Луганской, Херсонской и Запорожской областей после проведения референдумов, признанных международным сообществом нелегитимными. На момент аннексии Россия не осуществляла полного военного контроля над указанными территориями.

## Текст меморандума
МЕМОРАНДУМ О ГАРАНТИЯХ БЕЗОПАСНОСТИ В СВЯЗИ С ПРИСОЕДИНЕНИЕМ УКРАИНЫ К ДОГОВОРУ О НЕРАСПРОСТРАНЕНИИ ЯДЕРНОГО ОРУЖИЯ
Дата подписания: 05.12.1994
Дата вступления в силу: 05.12.1994
Украина, Российская Федерация, Соединённое Королевство Великой Британии и Северной Ирландии и Соединённые Штаты Америки, приветствуя присоединение Украины к Договору о нераспространении ядерного оружия (995_098) как государства, не обладающего ядерным оружием, принимая во внимание обязательства Украины ликвидировать всё ядерное оружие, находящееся на её территории, в определённый период времени, отмечая изменения ситуации в области безопасности во всём мире, включая окончание «холодной войны», создавшие условия для глубоких сокращений ядерных сил, подтверждают такое:
1. Российская Федерация, Соединённое Королевство Великобритании и Северной Ирландии и Соединённые Штаты Америки подтверждают Украине свое обязательство в соответствии с принципами Заключительного Акта СБСЕ уважать независимость, суверенитет и существующие границы Украины.
2. Российская Федерация, Соединённое Королевство Великобритании и Северной Ирландии и Соединённые Штаты Америки подтверждают свое обязательство воздерживаться от угрозы силой или её применения против территориальной целостности или политической независимости Украины, и что никакие их вооружения никогда не будут применены против Украины, кроме как в целях самообороны или каким-либо иным образом в соответствии с Уставом Организации Объединённых Наций.
3. Российская Федерация, Соединённое Королевство Великобритании и Северной Ирландии и Соединённые Штаты Америки подтверждают Украине свое обязательство в соответствии с принципами Заключительного Акта СБСЕ воздерживаться от экономического принуждения, направленного на то, чтобы подчинить своим собственным интересам осуществление Украиной прав, присущих её суверенитету, и таким образом обеспечить себе преимущества любого рода.
4. Российская Федерация, Соединённое Королевство Великобритании и Северной Ирландии и Соединённые Штаты Америки подтверждают свое обязательство добиваться незамедлительных действий Совета Безопасности ООН по оказанию помощи Украине как государству — участнику Договора о нераспространении ядерного оружия, не обладающему ядерным оружием, в случае, если Украина станет жертвой акта агрессии или объектом угрозы агрессии с применением ядерного оружия.
5. Российская Федерация, Соединённое Королевство Великобритании и Северной Ирландии и Соединённые Штаты Америки подтверждают в отношении Украины свое обязательство не применять ядерное оружие против любого государства — участника Договора о нераспространении ядерного оружия, не обладающего ядерным оружием, кроме как в случае нападения на них, их территории или зависимые территории, на их вооруженные силы или их союзников таким государством, действующим вместе с государством, обладающим ядерным оружием, или связанным с ним союзным соглашением.
6. Украина, Российская Федерация, Соединённое Королевство Великобритании и Северной Ирландии и Соединённые Штаты Америки будут консультироваться в случае возникновения ситуации, затрагивающей вопрос относительно этих обязательств.

Настоящий Меморандум будет применимым с момента подписания.
Подписано в четырёх экземплярах, имеющих одинаковую действительность на английском, русском и украинском языках.

## Заявления других ядерных держав и аналогичные документы
На момент подписания Меморандума Франция и Китай также обладали ядерным оружием и были участниками Договора о нераспространении ядерного оружия. Вместо подписания Меморандума Китай 4 декабря 1994 года выступил с заявлением Правительства КНР о предоставлении Украине гарантий безопасности, Франция передала делегации Украины соответствующую декларацию вместе с сопроводительным письмом, подписанным президентом Франсуа Миттераном 5 декабря 1994 года. Основное отличие их заявлений от Меморандума состоит в отсутствии пункта об обязательных консультациях при возникновении спорных ситуаций.
Кроме того, аналогичные меморандумы тогда же были подписаны с Казахстаном и Белоруссией.

## Вопросы правового статуса Будапештского меморандума
Вопрос о статусе меморандума как юридически обязательного для сторон документа вызывал сомнения уже в момент подписания. Так, например, подписывавший его Леонид Кучма заявлял, что президент Франции Франсуа Миттеран, присутствовавший в Будапеште при подписании, выражал уверенность, что он не будет исполнен. Президент Украины Виктор Ющенко в своё время тоже выступал за его пересмотр, хотя и не заявлял прямо о несостоятельности данного договора.
По словам Владимира Рябцева, работавшего в 1994—1995 годах первым секретарём Министерства иностранных дел Украины и принимавшего участие в подготовке Будапештского меморандума, в 1994 году речи о ратификации Будапештского меморандума подписавшими его государствами не было. На его взгляд, тогда преобладало понимание, что Меморандум является международным договором, который обязывает страны-участницы неуклонно выполнять все его положения (так как, согласно тексту Меморандума, «настоящий Меморандум будет применим с момента подписания»).
Однако экс-президент Украины Леонид Кравчук в интервью немецкому агентству Deutsche Welle сказал, что Будапештский меморандум был только формальностью, так как фактически Киев был бессилен. У Украины не было в принципе возможности поддерживать существование своего ядерного оружия, так как, если ракеты и производились на Украине (и тоже требовали существенных средств для поддержания на тот момент третьего в мире по численности ядерного арсенала в безопасном и боеготовном положении), то ядерные заряды производились в России. А что ещё более важно — вся система управления ядерным оружием находилась в России и Украина не имела к ней доступа:
Это стоило бы нам 65 миллиардов долларов (53 миллиарда евро), и государственные казны были пусты— заявил Кравчук.
Кроме того, Запад угрожал Украине изоляцией, так как ракеты с ядерным вооружением на территории Украины были направлены на Соединённые Штаты. Поэтому единственно возможным решением, по мнению Кравчука, было отказаться от оружия. Немецкий журналист и эксперт по Украине Винфрид Шнайдер-Детерс соглашается, говоря DW: «Соглашение не стоит той бумаги, на которой оно было написано». Ракеты были вывезены в Россию или уничтожены, а взамен украинские власти получили финансовую помощь из США, дешёвые энергоносители из России и гарантии, прописанные в меморандуме.
Бывший посол США на Украине Стивен Пайфер, участвовавший в подписании меморандума, прокомментировал содержание документа и его термины:
В английском тексте меморандума присутствует слово «assurances», то есть «заверения в поддержке», но не «guarantees» (гарантии). Это важное отличие. Например, наши союзники по блоку НАТО обладают гарантиями в области безопасности. Южная Корея и Япония, с которыми у США заключены договоры о совместной обороне, обладают гарантиями. В случае Украины мы говорим о заверениях. Это менее сильное слово. Во-вторых, в меморандуме не был прописан механизм ответных действий, кроме обращения к Совбезу ООН, если против Украины будет применено ядерное оружие— Стивен Пайфер (по данным агентства «112 Украина»)
Соединённые Штаты в 2013 году публично заявили, что «Меморандум не имеет обязательной юридической силы», называя его «политическим обязательством».

### Заявления политиков по статусу меморандума
5 декабря 2015 года секретарь СНБО Украины Александр Турчинов заявил, что разоружение страны было «бессмысленным», а также упрекнул Запад в невыполнении Будапештского меморандума, в качестве примера назвав отказ стран Запада от поставок летального оружия Украине.
23 августа 2018 года Леонид Кучма в интервью «Радио Свобода» назвал Будапештский меморандум одной из трёх основных ошибок, допущенных украинскими властями за предыдущие годы независимости страны.
19 февраля 2022 года президент Зеленский, выступая на Мюнхенской конференции по безопасности, пригрозил признать недействительным Будапештский меморандум (соответственно, недействительным и соглашение об отказе от ядерного оружия). Условием отказа от такого шага он поставил проведение саммита для консультаций среди стран — участниц меморандума:
Если они снова не состоятся или по их результатам не будут приняты конкретные решения по гарантиям безопасности для нашего государства, Украина будет иметь полное право считать, что Будапештский меморандум не работает, и все пакетные решения 1994 года поставлены под сомнение— Владимир Зеленский (цитата по «Интерфакс-Украина»)
В ответ на это заявление посол Германии в Киеве Анка Фельдгузен прокомментировала правовой статус меморандума:
Будапештский меморандум — это действительно формат без юридических обязательств в рамках международного права. Но я думаю, что сейчас нужно пробовать все, чтобы избежать войны— Анка Фельдгузен

## Вопрос о соблюдении меморандума с 2014 года

### Позиция Украины
Согласно позиции Украины, с 2014 года Россия нарушает положения Будапештского меморандума; так, как нарушение запрета на применение силы и угрозу силой было расценено выданное 1 марта 2014 года разрешение Совета Федерации на использование президентом РФ российских войск на Украине, а также аннексия Крыма (сопровождавшееся захватом полуострова российскими военными и расценённое Украиной как аннексия её территории), расходившееся с принципом территориальной целостности Украины; это, а также последовавшая затем война в Донбассе были в дальнейшем расценены Украиной как политика агрессии со стороны России.
Украина не признаёт правомерной российскую ограничительную трактовку меморандума (о гарантиях «сугубо против ядерной атаки или угрозы ею»), рассматривая её как избирательную; кроме того, по утверждению Украины, Россия «на постоянной основе в течение нескольких последних лет последовательно нарушает п. 3 Будапештского меморандума, осуществляя экономическое давление, направленное на то, чтобы подчинить своим собственным интересам осуществление Украиной прав, присущих её суверенитету».

### Позиция России
Россия с самого начала официально отвергала обвинения в нарушении Будапештского меморандума, утверждая, что не посягала на суверенитет и территориальную целостность Украины, поскольку аннексия Крыма была произведена ненасильственным путём, а участие России в вооружённом конфликте на территории Донецкой и Луганской областей является «домыслами», не имеющими «ни единого убедительного доказательства». Согласно официальной позиции России, общим элементом Будапештского меморандума и концепции «негативных гарантий» является только обязательство не применять и не угрожать применением ядерного оружия против неядерных государств, и данное обязательство России перед Украиной «никоим образом не было нарушено», а прочие пункты документа лишь «дублируют положения Хельсинкских соглашений» и «не имеют ничего общего с нераспространением ядерного оружия».
Как отмечает американский специалист по вопросам международной безопасности Дэвид Йост, в основу позиции России легла идея о том, что смена правительства Украины в ходе Евромайдана означала возникновение «нового государства, с которым мы не заключали соглашений», — тезис, противоречащий нормам и традициям международного права, согласно которым субъектами договоров являются не правительства, а государства. Эта позиция, по мнению эксперта, чревата разрушительными последствиями для всего мирового порядка. Полемизируя с российскими дипломатами, директор Программы по ядерному нераспространению и разоружению Международного института стратегических исследований Марк Фицпатрик указал, что именно гарантии безопасности, которые МИД России считает второстепенными, побудили Украину присоединиться к Договору о нераспространении ядерного оружия. По мнению Фицпатрика, позиция Владимира Путина о «возникновении нового государства» нарушает базовый принцип международного права, в соответствии с которым договоры заключаются между государствами, а не теми или иными правительствами.

### Реакция США и Великобритании
США и Великобритания осудили действия России как игнорирующие/нарушающие меморандум; вместе с тем США не рассматривают меморандум как соглашение о гарантиях безопасности, а как «соглашение уважать суверенитет и территориальную целостность Украины». По мнению Стивена МакФарлейна, профессора международных отношений, «Меморандум дает подписавшим оправдание, если они предпринимают какие-либо действия, но не заставляет никого действовать на Украине». В США ни администрация Джорджа Буша-старшего, ни администрация Клинтона не были готовы принять военные обязательства перед Украиной, так как не были уверены, что Сенат США ратифицирует такой договор. Именно поэтому Будапештский меморандум содержал более ограниченные условия в случае возникновения ситуации, затрагивающей вопрос относительно этих обязательств.

### Экспертные оценки
Вопреки мнениям некоторых экспертов, анализ положений Будапештского меморандума показывает, что страны Запада в 2014 году выполнили свои обязательства перед Украиной согласно этому документу, проведя предусмотренные им консультации. Однако дипломаты и эксперты сходятся во мнении, что события 2014 года продемонстрировали неэффективность Будапештского меморандума как инструмента обеспечения безопасности и территориальной целостности отказывающегося от ядерного вооружения государства (Украины); тем самым был подорван глобальный режим ядерного нераспространения как таковой, ведь (потенциальные) нарушители этого последнего, наблюдая, что отказ от ядерного оружия не компенсируется повышением уровня собственной безопасности, лишаются действенного стимула соблюдать налагаемые на них ограничения в области его производства.
По мнению Томаса Гранта из Исследовательского центра международного права Лаутерпахта в Кембриджском университете, вопрос о том, следует ли считать Будапештский меморандум исключительно декларативно-политическим или также юридически обязывающим документом, едва ли имеет однозначное решение. Тем не менее, как указывает Грант, меморандум был составлен в форме международного договора, а его стороны рассматривали этот документ как создающий определённые обязательства. Однако каковы эти обязательства? Меморандум требует, чтобы Российская Федерация, Соединённое Королевство и Соединённые Штаты предприняли определённые процедурные шаги, при определённых обстоятельствах:
- во-первых (в соответствии с пунктом 4), «если Украина станет жертвой акта агрессии или объектом угрозы агрессии, в которой используется ядерное оружие», остальные три стороны подтверждают, что они будут «добиваться немедленных действий со стороны Организации Объединённых Наций». США и Великобритания в Совете Безопасности ООН представили проект резолюции от 15 марта 2014. Но это не было обязательным, так как не было угрозы агрессии, «в которой используется ядерное оружие».
- во-вторых (в соответствии с пунктом 6), Стороны «будут консультироваться в случае возникновения ситуации, затрагивающей вопрос относительно этих обязательств». Несомненно, такая ситуация возникла, и Великобритания и Соединённые Штаты «консультировались» с Украиной по этому вопросу.

На этом обязательства Великобритании и США, по мнению Гранта, считаются выполненными, так как Стороны в 1994 году не брали на себя обязательств по ведению военных действий.
По мнению бывшего генерального секретаря НАТО Джорджа Робертсона, пример Украины показал, что идея ядерного разоружения не оправдала себя, и предположил, что «захват Крыма и оккупация востока Украины вряд ли стали бы возможны, если бы Киев не пошёл по пути одностороннего ядерного разоружения»; по схожим основаниям события в Крыму ранее расценил как угрожающие режиму ядерного нераспространения Генеральный секретарь ООН Пан Ги Мун. Такого же мнения придерживается ряд других специалистов. В этом же контексте было высказано мнение, что нарушение Будапештского меморандума отрицательно влияет на перспективы мирного урегулирования на Корейском полуострове, так как без действенных гарантий безопасности для КНДР отказ последней от ядерного оружия маловероятен.
Некоторые другие эксперты, соглашаясь с утверждением о том, что Россия нарушила Будапештский меморандум, полагают, что сохранение Украиной ядерного оружия в 1994 году не только не помогло бы избежать российской интервенции, но и, наоборот, могло бы её ускорить.